# Konstantynów (Silésie)
Pour les articles homonymes, voir Konstantynów.
Konstantynów est une localité polonaise de la gmina de Lelów, située dans le powiat de Częstochowa en voïvodie de Silésie.